# 米子医科大学 (旧制)
| 米子医科大学 （米子医大） | 米子医科大学 （米子医大） |
| ------------------------- | ------------------------- |
| 創立                      | 1948年                    |
| 所在地                    | 鳥取県米子市              |
| 初代学長                  | 下田光造                  |
| 廃止                      | 1960年                    |
| 後身校                    | 鳥取大学                  |
| 同窓会                    | 鳥取大学 医学部同窓会     |

米子医科大学 （よなごいかだいがく） は、昭和23年（1948年） に設立された官立の旧制医科大学。
本項では、前身の旧制官立米子医学専門学校 （米子医専） を含めて記述する。

## 概要
- 第二次世界大戦中に設置された旧制米子医学専門学校が前身。
- 戦後、戦時期に設立された他の官立旧制医学専門学校5校と同時期に旧制大学に昇格し、米子医科大学となった。
- 新制大学への移行に際して鳥取大学に包括され、医学部となった。
- 同窓会は 「鳥取大学医学部同窓会」 と称し、旧制・新制合同の会である。

## 沿革

### 前史
- 1893年4月1日： 鳥取県立病院米子支部病院開設。
- 1899年5月1日： 鳥取県西伯郡立米子病院に改組。
- 1922年7月1日： 財団法人西伯郡米子病院に改組。
  - 財団法人は西伯郡各町村 （地元 米子町を含む） の寄附による設立。
- 1925年4月1日： 看護婦・産婆養成所を附設。
- 1927年4月1日： 財団法人米子病院と改称。
  - 西伯郡米子町の市制施行に伴う改称。

### 米子医学専門学校時代
第二次世界大戦末期、政府は山陰地方への医学専門学校設置を計画していたが、300床程度の附属病院・8000坪の校地を地元が提供することが条件であった。1943年の鳥取地震で被害を受けた鳥取市に財政的余裕はなく、元軍医中将の斎藤干城市長を擁する米子市が医専誘致に成功した。
- 1945年3月27日： 勅令第131号により官立米子医学専門学校設置公布。
  - 修業年限4年。
- 1945年7月1日： 第1回入学式。
- 1946年6月1日： 財団法人米子病院を国に移管し、米子医学専門学校附属病院と改称。
  - 医専は男女共学となった。
- 1947年7月1日： 修業年限5年に延長 （文部省令第16号）。

### 米子医科大学時代
- 1948年2月10日： 大学令により官立米子医科大学設置 （政令第33号）。
  - 学部 （修業年限4年） を設置。
- 1949年5月31日： 新制鳥取大学医学部発足。
  - 旧制医専・旧制医大は、鳥取大学米子医学専門学校・鳥取大学米子医科大学として包括された。
- 1950年3月： 医専第1回卒業。
- 1950年4月1日： 医専附属病院を鳥取大学米子医科大学附属病院と改称。
- 1951年3月31日： 鳥取大学米子医学専門学校、廃止。
  - 附属病院を鳥取大学医学部附属病院と改称。
- 1951年4月1日： 米子医科大学厚生女子部を鳥取大学医学部附属看護学校と改称。
  - 後の鳥取大学医療技術短期大学部 （現・医学部保健学科）。
- 1951年4月15日： 鳥取大学医学部第1回入学式。
  - 修業年限4年。
- 1954年3月： 旧制米子医大最後の卒業式。
- 1955年3月： 新制医学部第1回卒業。
- 1955年4月： 医学部に医学進学課程設置。
- 1955年10月： 医学部同窓会創立。
- 1956年1月20日： 旧制学位審査権を取得。
- 1958年3月31日： 新制大学院医学研究科設置。
- 1960年3月31日： 鳥取大学米子医科大学、廃止。

## 歴代校長・学長
米子医学専門学校
- 初代：下田光造 （1945年4月1日 - 1951年3月）
  - 兼任：1945年4月1日 - 11月30日[1]

米子医科大学
- 初代： 下田光造 （1948年4月 - 1951年7月）
- 第2代： 徳光美福 （1951年7月 - 1952年7月）
- 第3代： 浅越嘉威 （1952年7月 - 1956年5月）
- 第4代： 山崎三省 （1956年5月 - 1960年3月）

## 校地の変遷と継承
米子医学専門学校の創立時から、米子市西町の校地を使用し続けている。医学部敷地は元は米子市立義方国民学校 （現・米子市立義方小学校）・精華女学校の校地であった。附属病院敷地は、前身の財団法人米子病院から引き継いだものである （海側に拡張している）。

## 出身者
- 徳光美福（病理学者） - 米子医科大学長。米子医科大学教授。内分泌器官の研究で知られる[2]。
- 森納（医師、郷土史研究家） - 森医院理事長。
- 森田隆朝（医師、政治家） - 元鳥取県米子市長。

## 関連文献
- 医学部創立50周年記念事業実行委員会（編）　『飛鳥 : 目で見る鳥取大学医学部50年の歩み』　鳥取大学医学部、1995年10月。
- 『官報』